# Cape Wrath
Cape Wrath (también conocida como Meadowlands es una serie dramática de suspense de la televisión británica, creada por Robert Murphy y Matthew Arlidge, que se emitió por primera vez en el Reino Unido el 10 de julio de 2007 en Channel 4. Producida por Ecosse Films, la serie se centra en la familia Brogan, que intenta escapar de su pasado mientras se enfrenta a un futuro aún más incierto.

## Trama
La serie comienza con Danny (David Morrissey) y Evelyn Brogan (Lucy Cohu) y sus dos hijos adolescentes, Zoe (Felicity Jones) y Mark (Harry Treadaway), ingresando a un programa de protección de testigos y mudándose a un barrio bucólico conocido como Meadowlands para comenzar. una nueva vida. Pintoresco y libre de delitos, Meadowlands parece ser un paraíso suburbano donde la familia Brogan puede comenzar una nueva vida. Sin embargo, pronto se dan cuenta de que no es tan fácil escapar del pasado, y su refugio se convierte en un mundo de paranoia e intriga psicológica con sorpresas en cada esquina.

## Reparto
- David Morrissey como Danny Brogan
- Lucy Cohu como Evelyn Brogan
- Ralph Brown como Bernard Wintersgill
- Tristan Gemmill como David York
- Melanie Hill como Brenda Ogilvie
- Nina Sosanya como Samantha Campbell
- Felicity Jones como Zoe Brogan
- Harry Treadaway como Mark Brogan
- Don Gilet como Freddie Marcuse
- Scot Williams como Tom Tyrell
- Ella Smith como Jezabel Ogilvie
- Sian Brooke como Lori Marcuse
- Emma Davies como Abigail York
- Tom Hardy como Jack Donnelly
- Sean Harris como Gordon Ormond